# Мухаммед-Хасан Каджар
Мухаммед-Хасан Каджар Эривани (перс. محمدحسن خان سردار ایروانی, азерб. Məhəmmədhəsən xan Sərdar İrəvani) или Хан Бабахан Сердар (перс. خان بابا خان سردار), (? — месяц зуль-хиджа, 1855) — сын
Мухаммад-хана Каджара, правитель останов Йезда и Кермана в период правления шаха Насер ад-Дина, брат последнего хана Эриванского ханства.

## История
Сын ереванского хана Мухаммад-хана, брат Гасан и Хусейн ханов. Происходил из ветви Гованлы племени Каджаров.

### В Ираке
В 1839 году (1255 по хиджре), когда умер его отец, титулы и должности были переданы хану ему. Среди них было и управление Ираком, куда он также отправил править своего сына Абдуллу-хана.
После смерти Мохаммад-шаха, он укрыл его от врагов в своём саду на одну ночь. Позже как канцлер вместе с Мирзой Юсуфом, Мостофи-Уль-Мамалеком, Садр-уль-Мамалеком Ардабили, Аббас-Кули ханом Джаванширом, Мирза Мухаммад-хан Сипахсаларом и Хоссейн-Али ханом аль-Мамалеком он входил в состав делегации, которая отправилась в посольство Великобритании, чтобы выразить своё несогласие с повторным назначением Гаджи Мирзы Агаси.
В то же время жители Ирака также восстали по наущению Юсиф-хана, основателя города Эрак и многолетнего правителя Ирака, и потребовали смещения Абдулла-хана. Юсиф Хан также послал своего сына Мухаммеда-Али хана вести иракскую армию в сторону Тегерана, чтобы когда Насер ад-Дин шах прибудет в этот город, они приветствовали его и заявили о своей верности.
Мухаммад-Хасан хан, видевший в иракском полку часть иракского правительства и его коллективных отделений, пытался воспрепятствовать движению полка, и, наконец, Хоссейн-паша хан, командир полка Мераге, вместе с некоторыми из его сторонников ночью напали на иракских солдат и разоружили их. В то время Насер ад-Дин шах находился в Казвине, и когда он узнал об этом происшествии, он истолковал его как самоуправство Мухаммад-Хасана и написал ему письмо с выговором, что если он снова переступит свои пределы, он отрубит ему голову.
По этой причине Мухаммад-Хасан-хан не ходил в присутствии шаха после прибытия его в Тегеран, в отличие от других придворных, и оставался в своём доме из осторожности, пока Амир Кабир не стал визирем и при его посредничестве был доставлен к шаху.

### Правление в Йезде
Мухаммед Хасан-хан был назначен в правительство Йезда в 1849 году, и по своему обыкновению, и он никогда не посещал место правления, и отправил своего племянника Ага-хан Эривани туда от своего имени. В то время в Йезде появились бабиты, и порядок и мир в этом районе исчезли.
Поскольку Ага-хану не удалось справиться с ними, Мухаммад Хасан-хан отправил одного из своих двоюродных братьев по имени Шейх Али-хан Макуи,  и тому справился с еретиками злодеев.
В 1851 году, во время поездки Насер ад-Дин шаха в Исфахан, он сопровождал Амира Кабира и нескольких придворных. Так как в этом году Амир Кабир был отстранен от канцелярии и был разгневал шаха, российское посольство направило к дому эмира несколько охранников и объявило, что он находится под покровительством Российской империи. Поскольку Мухаммад-Хасан хан также имел российское гражданства, Насер ад-Дин шах поручил ему договориться с российским послом, чтобы он встретился с ним и спросил, почему он послал российских солдат в дом, где живут мать и сестра шаха.
В первый год правления визиря Мирзы Ага-хана Нури Мухаммад Хасан-хан получил статую Хумаюна, также ему дали в командование семь полков иранской армии, а пять полков были доверены его сыну Абдулл-хану. Мухаммед-Хасан пытался строить и заселять территории, находящиеся под его властью, и поощрял развитие промышленности и ремёсел. Во время его правления были восстановлены дворец Дивани в Йезде и дворец Гандж Али-хана, находившиеся в руинах. Также он считается основателем сада Сардар в Тегеране.

### Сад Сардара[3]

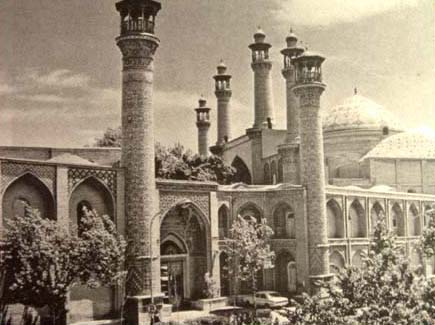
Мечеть Сепахсалар в Тегеране, 1960 год

Мухаммад Хасан был известен постройками большого сада в районе улиц Иран и Бехарестан, который в то время находился за пределами Тегерана, северной границей которого была улица Джалех. Этот сад был одним из больших в Тегеране в своё время, и для его орошения был построен акведук под названием Аб-Сардар, который протекал в восточной части сада и высох на сегодняшний день.
После смерти Хаджи Мирзы Агаси, вместе с другими мужчинами Еревана, монополизировавшими государственные посты и должности в период правления Мохаммад-шаха, многие виновные в его смерти укрылись в этом саду, пока жена покойного шаха Малек Джахан ханым не дала им мира, и Хаджи Мирза Агаси вместе с другими тайно бежали в святыню шаха Абдуль-Азима в городе Рей и укрылись там.
Сад Сардара просуществовал не более 30-40 лет, а после смерти его жена Махрухсар ханым Фахр ад-Дауле разделяла сад на части и постепенно продавала его. Самый большая часть сада была отдана дворянину Гаджи Али-хану Мукаддаму, отцу Мухаммад Хасан-хана Сани ад-Довла, который в свою очередь продал его паше-хану Амин ул-Мулке, а после паша-хан был передал сад премьер-министру Ирана Мирзе-Хосейн-хану Сепехсалару(1871—1873), который построил на этих землях Бехарестанский сад и мечеть Сепахсалар.
Оставшаяся часть сада была превращена в дома, а также в маленькие и большие сады, которые сегодня составляют район Ирана.

## Семья
Мухаммад-Хасан хан женился на сестре Мохаммед шаха — Махрухсар ханым Фахр ад-Дауле, одной из дочерей Аббаса-Мирзы, и имел от неё четырёх сыновей и шесть дочерей. Сыновья: Мухаммад-хан Мирпандже, бригадный генерал Юсуф-хан, Абул Фатх-хан Сарм ад-Даула и Абдул Хоссейн-хан Фахр аль-Мульк (он же Наср ас-Султане Куфри).
Его дочери: Фарроха Лака ханым (жена Исмаила Мирзы), Бади аль-Джамаль ханым (жена Ануширвана Мирзы Зия ад-Дауле), Фатима ханым Шамс аль-Султанах (жена Дауда хана Нури), Хума ханым (жена Абдуллы Мирзы Наиб аль-Аяла, про которого написана книга).
У Мухаммад-Хасана была ещё одна жена до Фахр ад-Даулы, и от неё у него также были сын по имени Абдулла-хан и дочь по имени Ага-бегум.